# Theodore Boronovskis
Theodore Boronovskis (n. 27 iulie 1943, Letonia) este un judocan ce a reprezentat Australia, medaliat olimpic. A participat la o ediție a Jocurilor Olimpice (1964) în care a câștigat o medalie de bronz.

## Participări
Lista de mai jos prezintă principalele competiții la care a participat Theodore Boronovskis de-a lungul carierei.
- judo at the 1964 Summer Olympics – men's open category[*]